# 梅里登 (明尼蘇達州)
梅里登（英語：Meriden）是位於美國明尼蘇達州斯蒂爾縣梅里登鎮區的一個非建制地區。

## 歷史
梅里登於1867年設立，因首位定居者來自康乃狄克州的梅里登而得名。。梅里登的郵局於1992年停運。

## 地理
梅里登所處的海拔為高於海平面346米（即1135英呎），而該地所採用的時區為UTC-6，即北美中部時區（CST）。同時該地設有夏令時間，為UTC-6調快一小時，即UTC-5（CDT）。